# Canela-guaicá
A canela-guaicá (nome científico: Ocotea puberula) é uma espécie de árvore da família das lauráceas, muito dispersa se encontrando desde o Nordeste do Brasil até o Rio Grande do Sul, incluindo, ainda, o Paraguai e a Argentina.

## Características
Árvore perenifólia de porte grande de 10m a 25m, tronco de 40-60 cm de diâmetro, revestido por casca parda com ritidoma superficialmente estriado, as folhas são alternas espiraladas, elípticas a oblongo-elípticas, subcoriáceas, glabras, de 10-16 cm de comprimento por 2-5 cm de largura, floresce durante os meses de julho a agosto e os frutos amadurecem no período novembro a dezembro.

## Plantio e uso
São geralmente exploradas em florestas de Misiones, na Argentina devido ao valor de sua madeira. leve (densidade 0,45 g/cm³), mole, grã direita a irregular, difícil de aplainar e lixar, baixa resistência mecânica, moderadamente resistente ao apodrecimento e ao ataque de organismos xilófagos, com alburno e cerne indistintos.